# 7 км (зупинний пункт, Придніпровська залізниця, Кам'янське, Південний район)
7 км — колишній пасажирський залізничний зупинний пункт Дніпровської дирекції Придніпровської залізниці на лінії Сухачівка — Правда. Розташовувався у Південному районі міста Кам'янське (с-ще Карнаухівка, Кам'янська міська рада) Дніпропетровської області.
З 2004 року пасажирське сполучення припинено, від платформи не залишилося навіть слідів.